# Pierre Gaveaux
Pierre Gaveaux, né le 9 octobre 1760 à Béziers et mort le 5 février 1825 à Vanves, est un chanteur et compositeur français.

## Biographie
Il chante dès l’âge de sept ans dans la maîtrise de la cathédrale de sa ville natale. Sa passion pour la musique était telle qu’à dix ans il lisait toute sorte de musique à livre ouvert, et que ses études préliminaires furent entièrement achevées. Destiné à l’état ecclésiastique, il apprit le latin, et fit sa philosophie sans discontinuer de se livrer à son goût de prédilection. Il perdit son maitre de composition, mais les études qu’il fait avec son maitre de latin sur les partitions du Stabat mater et de la Serva padrona de Pergolèse décidèrent de sa vocation. Il se proposait d’aller à Naples pour se perfectionner dans l’art musical, mais il fut retenu par l’évêque de Béziers qui lui faisait espérer un bénéfice. La mort de ce prélat ayant dérangé ses projets, il partit pour Bordeaux.
Il devint alors premier ténor de la maîtrise de la basilique Saint-Seurin de Bordeaux, et parfit sa formation musicale auprès de Franz Beck, organiste de cette église, et eut Garat pour condisciple. Ce fut là qu’il composa et fit exécuter quelques motets sous les yeux de son maitre mais, tout à coup, il quitta le petit collet et s’engagea au Grand-Théâtre de Bordeaux.
Après avoir été chef d’orchestre et haute-contre au Grand-Théâtre de Bordeaux, il fut attaché, en 1788, à celui de Montpellier, voyagea dans le midi de la France, et se fit assez de réputation pour mériter, en 1789, d’être appelé à Paris pour débuter, comme premier ténor dans l’opéra français, au théâtre de Monsieur dans la salle des Machines du palais des Tuileries, qu’il inaugure, le 26 janvier 1789, en tant que premier ténor dans Le avventure amorose de Giacomo Tritto.
Rencontrant un vif succès, il chante des opéras parodiés de Giovanni Paisiello, L’Infante de Zamora (1789) et Le Valet rival et confident (1790). Lorsque la famille royale eut quitté Versailles pour venir à Paris, il alla jouer à la foire Saint-Germain, pendant la construction de la salle Feydeau, dont l’ouverture eut lieu le 6 janvier 1791, et où il crée, le 18 juillet 1791, le rôle de Floresky dans Lodoïska de  Luigi Cherubini.
Très actif pendant la période révolutionnaire, il participe en septembre 1791, à une « folie en vers », Le Club des bonnes gens, qui est interdite pour atteinte au patriotisme. Resté au théâtre Feydeau, après le départ des bouffons italiens, en 1792, et après la réunion de l’opéra-comique du théâtre Favart avec celui de Feydeau, en 1801, il devint alors sociétaire, mais il ne figura plus en première ligne comme chanteur et comme acteur. Il compose, en 1792, un hymne à l’Être Suprême, et remporte un triomphe avec son premier opéra monté à Paris, L’Amour filial, qui rayonnera dans toute l’Europe : Bruxelles, Cologne et Rotterdam en 1795 ; Berne et Moscou en 1809, Berlin et à Hambourg en 1796 en version allemande.

Le 19 janvier 1795, on chante pour la première fois son célèbre Réveil du peuple dont les paroles de Souriguières s’en prennent aux Jacobins et s’opposent à La Marseillaise :
Peuple français, peuple de frères,

Peux-tu voir sans frémir d’horreur

Le crime arborer les bannières

Du carnage et de la Terreur ?

…

Le jour tardif de la vengeance

Fait enfin pâlir vos bourreaux !
Ce chant fut interdit, le 8 janvier 1796, par le Directoire. N’étant pas tombé en disgrâce pour autant, il chante dans Les Visitandines de François Devienne et crée le rôle de Jason dans Médée de Cherubini le 13 mars 1797.
Son opéra le plus célèbre, Léonore, ou l’Amour conjugal, voit le jour en 1798. Lors de la fusion de la troupe du théâtre Feydeau avec celle de l’Opéra-Comique en 1801, il devient sociétaire mais hérite de rôles moins importants. En 1804, il est nommé chanteur de la chapelle de l’Empereur. La même année il compose Le Bouffe et le Tailleur, puis en 1808 avec l'Échelle de soie, dont le livret sera repris par Giuseppe Foppa pour La scala di seta de Gioachino Rossini.
L’arrivée d’Elleviou et de Jean-Blaise Martin, plus jeunes que lui, éclipsa Gaveaux, dont la voix n’était plus assez pure. Abandonné de la faveur du public, le chagrin qu’il en éprouva troubla sa raison. En avril 1812, souffrant d’un premier accès d’aliénation mentale, il fut forcé de se retirer, avec sa pension. Il recouvra la raison pendant quelques années pour la perdre de nouveau, et il mourut dans une maison de santé, dans un complet état de démence. À sa mort, il fut inhumé au cimetière du Père-Lachaise de Paris.
Cité comme appartenant à la franc-maçonnerie, il avait épousé Émilie Gavaudan (1772-1840), elle-même cantatrice et sœur du chanteur Jean-Baptiste-Sauveur Gavaudan. Son frère, Simon Gaveaux, fut un temps chef de chant au théâtre Feydeau avant d’ouvrir un magasin de musique.

## Répertoire

### En tant que compositeur
- L’Amour filial, 1792.
- Le Paria ou la Chaumière indienne, 1792.
- Les Deux Ermites, 1793.
- La Partie carrée, 1793.
- La Famille indigente, 1794.
- Sophronime ou la Reconnaissance, 1795.
- Delmon et Nadine, 1795.
- La Gasconnade, 1795.
- Le Petit Matelot ou le Mariage impromptu, 1796.
- Lise et Colin ou la Surveillance inutile, 1796.
- Tout par hasard , 1796.
- Céliane, 1796.
- Le Mannequin vivant ou le Mari de bois, 1796.
- Le Traité nul, 1797.
- Sophie et Moncars ou l’Intrigue portugaise, 1797.
- Léonore, ou l’Amour conjugal, 1798.
- Le Diable couleur de rose ou le Bonhomme misère, livret de Guillaume Lévrier-Champrion, 1798.
- Les Noms supposés ou les Deux Jockeys, 1798.
- Le Locataire, 1800.
- Le Trompeur trompé, 1800.
- Ovinska ou les Exilés de Sibérie, 1801.
- Le Retour inattendu, 1802.
- Un quart d’heure de silence, 1804.
- Le Bouffe et le Tailleur, 1804.
- Avis aux femmes ou le Mari colère, 1804.
- Trop tôt ou le Projet manqué, 1804.
- Le Mariage inattendu, 1804.
- Le Diable en vacances, ou la Suite du diable couleur de rose, sur un livret de Marc-Antoine-Madeleine Désaugiers, Martial Aubertin et Bosquier-Gavaudan, 1805.
- L’Amour à Cythère, 1805.
- Monsieur des Chalumeaux ou la Soirée de carnaval, 1806.
- L’Échelle de soie, 1808.
- La Rose blanche et la Rose rouge, 1809. (paroles de René-Charles Guilbert de Pixerécourt)
- L’Enfant prodigue, 1811.
- Pygmalion, 1816.
- Une nuit au bois ou le Muet de circonstance, 1818.

## Sources
- Rabbe, Vieilh de Boisjolin et Sainte-Preuve, « Pierre Gaveaux », Biographie universelle et portative des contemporains, vol. 2,‎ 1836, p. 1832-3 (lire en ligne, consulté le 19 février 2018).
- François-Joseph Fétis, « Pierre Gaveaux », Biographie universelle des musiciens et bibliographie générale de la musique, Bruxelles, Méline, vol. 4,‎ 1837, p. 280-2 (lire en ligne, consulté le 19 février 2018).